# سینوس پروانه‌ای
سینوس پروانه‌ای (به انگلیسی: sphenoid sinuses) در پشت سینوس پرویزنی و چشم و در مرکز استخوان جمجمه، زیر غدهٔ هیپوفیز قرار دارد. سینوس‌های پروانه‌ای (شب‌پره‌ای) در سنین بلوغ ظاهر می‌گردند. سینوزیت شب‌پره‌ای باعث ایجاد درد و احساس فشار پشت چشم‌ها می‌شود.
سینوس‌ها حفره‌هایی خالی هستند که درون استخوان‌های صورت قرار دارند. سطح داخلی سینوس‌ها با غشاهای مخاطی پوشیده شده‌اند و سینوس‌های پیرابینی‌ای هریک توسط مجرایی به بینی راه پیدا می‌کنند. سینوس پروانه‌ای در بالای استخوان شاخک فوقانی وارد بینی می‌شود.

## نگارخانه

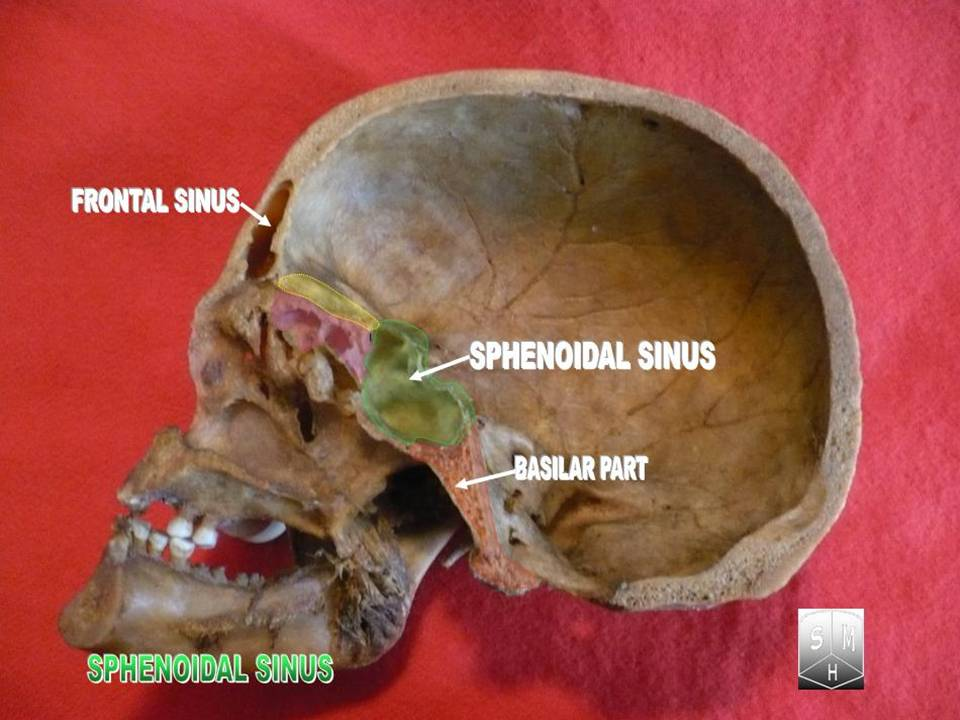
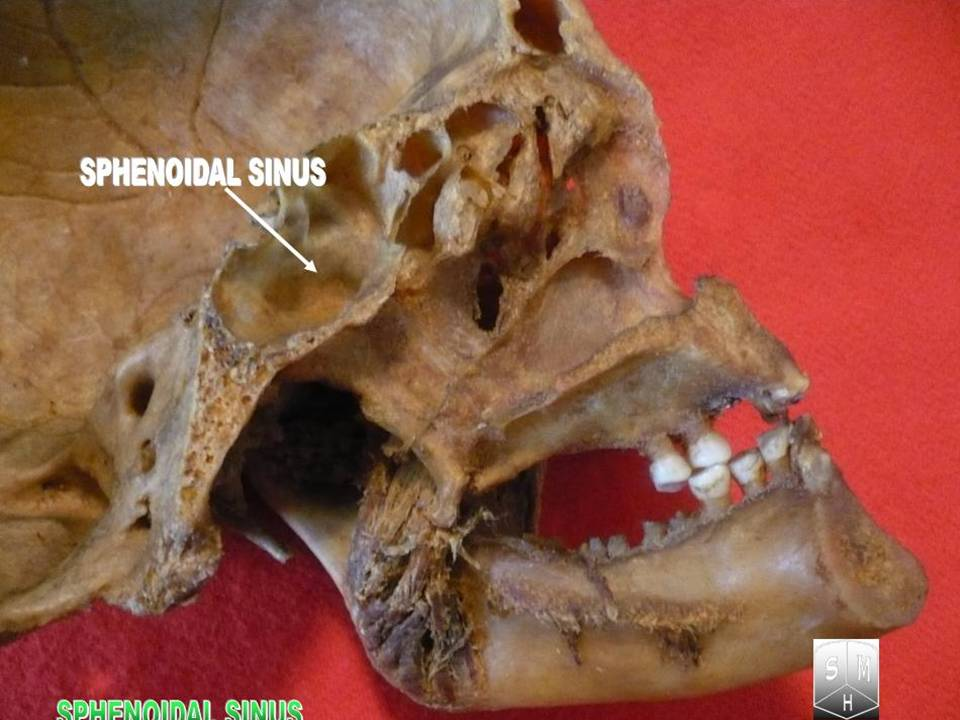
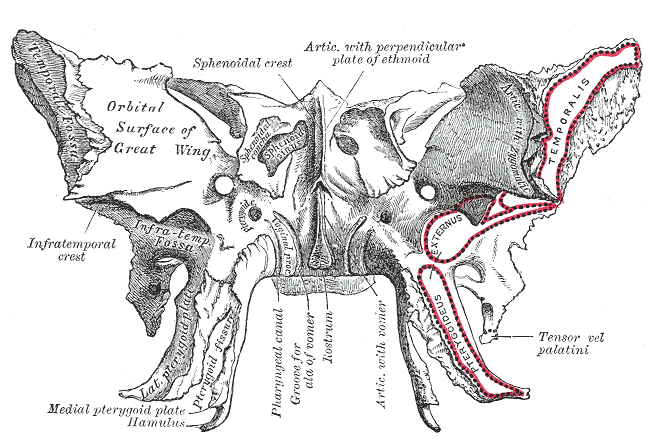
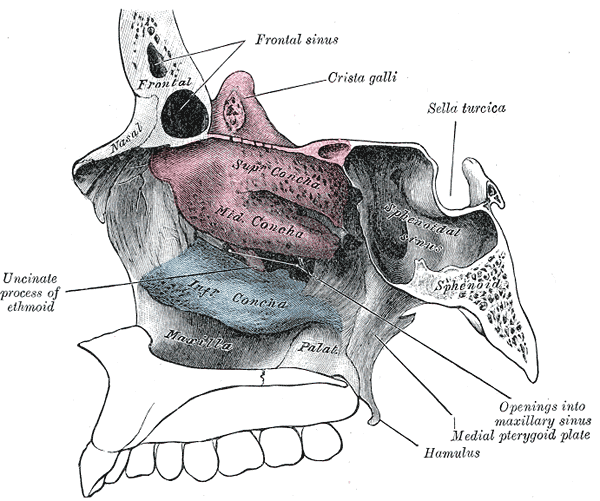
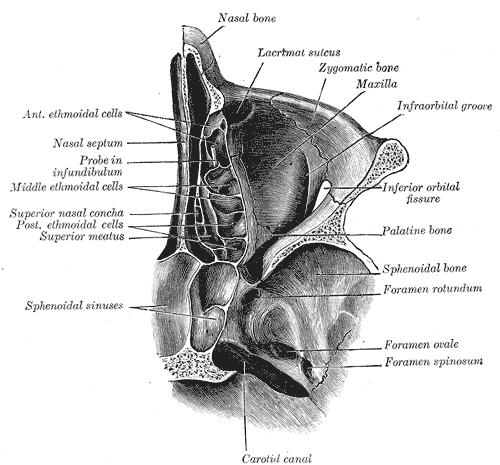
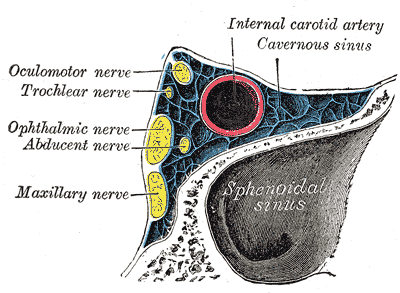
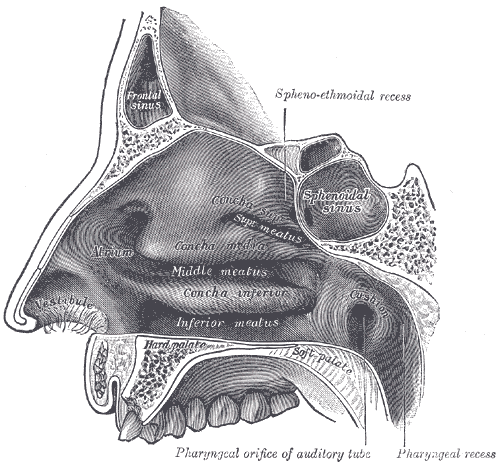
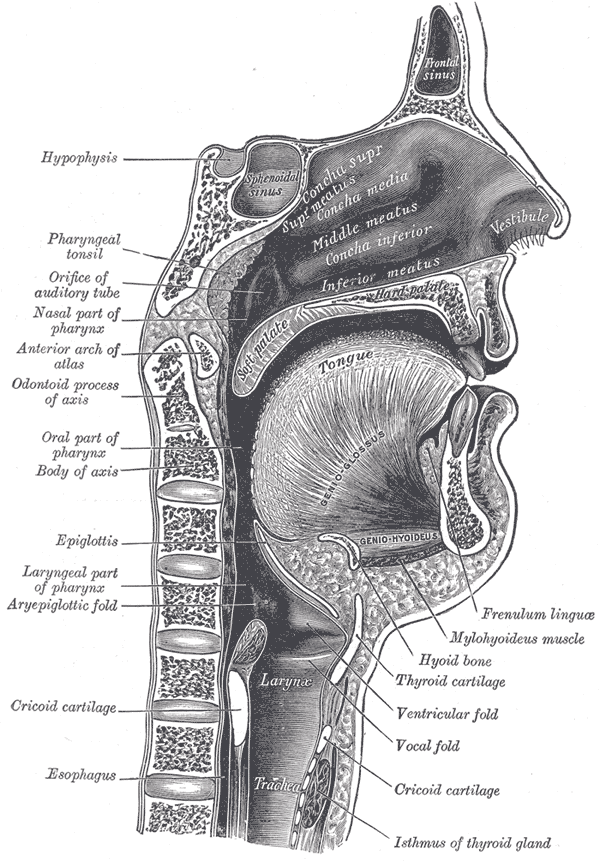
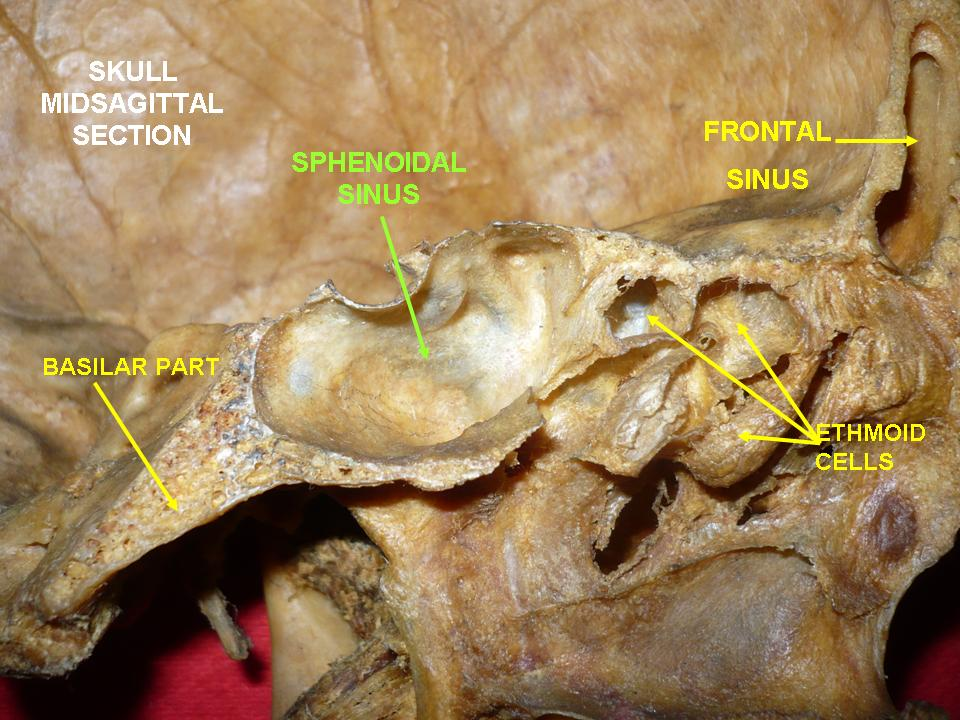
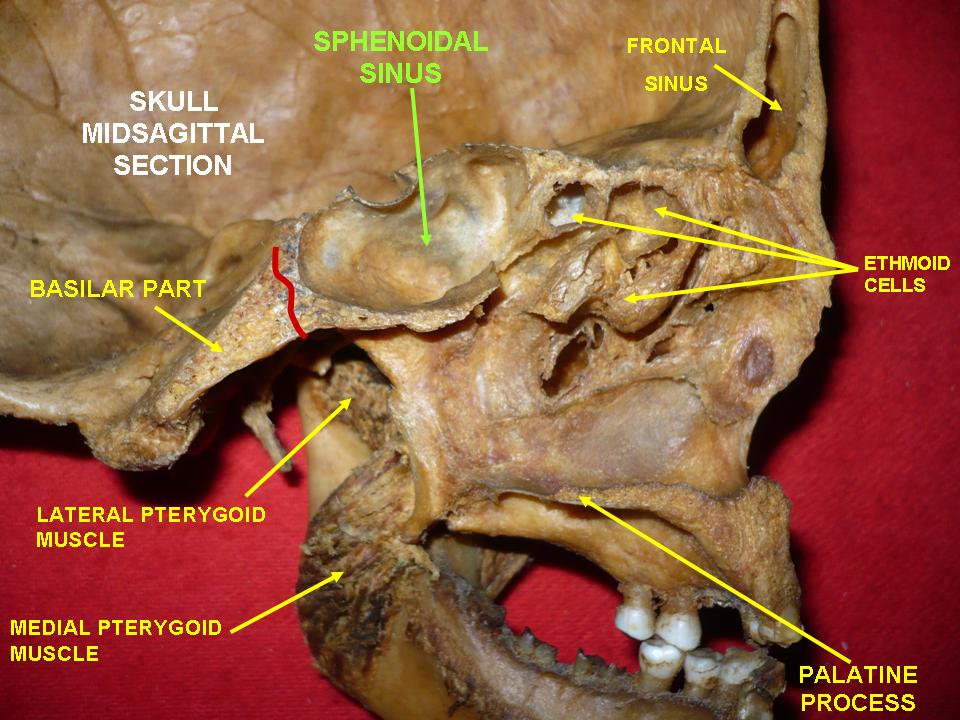